# Vasile Calmoi
Vasile Calmoi (n. 15 iunie 1946, satul Chircani, județul Cahul) este un general din Republica Moldova, care a îndeplinit funcția de ministru al securității naționale (1992-1997).

## Biografie
Vasile Calmoi s-a născut la data de 15 iunie 1946, în satul Chircani din comuna Cucoara (raionul Cahul). Din anul 1966 a lucrat ca profesor în câteva școli sătești din raioanele Vulcănești și Cahul.
În perioada 1967-1969 activează ca instructor și apoi, ca locțiitor al Secției de organizare a Comitetului de Comsomol al raionului Cahul. Din anul 1972, este angajat în cadrul KGB-ului din RSS Moldovenească, la Secția raională din Ungheni, deținând funcțiile de împuternicit, împuternicit principal, locțiitor al șefului și șef al Secției K.G.B.-M.S.N. din Ungheni.
În ianuarie 1992, este numit în funcția de comandant al detașamentului nr. 1 de grăniceri al trupelor de grăniceri ale M.S.N. În conformitate cu Decretul Președintelui Republicii Moldova nr. 190 din 3 septembrie 1991 prin care s-a declarat trecerea sectorului frontierei de vest sub jurisdicția deplină și exclusivă a Republicii Moldova, prin Hotărârea Guvernului Republicii Moldova din 15 iunie 1992 s-a declarat crearea Trupelor de Grăniceri, primul comandant fiind numit generalul de brigadă Vasile Calmoi, numit în paralel și vice-ministru al Securității Naționale.
La data de 1 iulie 1992 a fost numit în funcția de ministru al securității naționale a Republicii Moldova în guvernele conduse de Andrei Sangheli, la propunerea Partidului Democrat-Agrar, condus de Dumitru Moțpan. În calitate de ministru, el s-a preocupat de organizarea și reorganizarea trupelor de grăniceri ale Republicii Moldova, desfășurând o activitate eficace între anii 1992-1994 în stoparea primului val de imigranți clandestini din țările Asiei. El s-a preocupat mai mult de coordonarea activității trupelor de grăniceri și mai puțin de activitatea operativă a M.S.N. Vasile Calmoi a îndeplinit această funcție până la data de 24 ianuarie 1997 când în funcția de ministru a fost numit generalul Tudor Botnaru.
Din data de 11 februarie 1997, el a îndeplinit funcția de comandant al trupelor de grăniceri și în paralel și pe cea de prim-viceministru al securității naționale.
Prin Hotărârea de Guvern nr. 166/23 februarie 2000, Vasile Calmoi a fost numit în funcția de șef al Departamentului Trupelor de Grăniceri, comandant al trupelor de grăniceri. A fost eliberat din funcție la 6 iunie 2001, prin Hotărârea de Guvern nr. 403, lăsându-l la dispoziția Departamentului Trupelor de Grăniceri. În aceeași lună a fost trecut în rezervă.